# Комишуватська сільська рада (Мангушський район)
| Комишуватська сільська рада — колишній орган місцевого самоврядування у Мангушському районі Донецької області з адміністративним центром у c. Комишувате. Сільській раді були підпорядковані населені пункти: - c. Комишувате - с. Дем'янівка - с. Українка |

## Склад ради
Рада складалася з 16 депутатів та голови.

## Керівний склад сільської ради
| ПІБ                        | Основні відомості                                                                                  | Дата обрання | Дата звільнення |
| -------------------------- | -------------------------------------------------------------------------------------------------- | ------------ | --------------- |
| Щербіна Іван Петрович      | Сільський голова, 1956 року народження, освіта, безпартійний                                       | 26.03.2006   | 26.01.2007      |
| Кушнір Леонід Анатолійович | Сільський голова, 1960 року народження, освіта, безпартійний                                       | 06.05.2007   | 31.10.2010      |
| Кушнір Леонід Анатолійович | Сільський голова, 1960 року народження, освіта середня спеціальна, член Партії регіонів            | 31.10.2010   | 12.03.2013      |
| Жмайло Володимир Ілліч     | Сільський голова, 1955 року народження, освіта середня загальна, член Комуністичної партії України | 15.12.2013   |                 |

Примітка: таблиця складена за даними джерела